# Kasjmiri's
Kasjmiri's (Kasjmiri: کٲشُر لوٗکھ / कॉशुर लूख) zijn een Indo-Arische etnolinguïstische groep die van oorsprong uit het gebied rondom het Kasjmirvallei in Zuid-Azië komt. Zij wonen met name in het noordelijke deel van het Indiase subcontinent. Ze spreken het Kasjmiri, een taal uit de Indo-Arische taalfamilie.   
De Kasjmiri's vormen een minderheid van de bevolking van Azad Kasjmir en een nipte meerderheid van de bevolking van de voormalige staat Jammu en Kasjmir.  